# Кастель
Див. також Castellers de Vilafranca

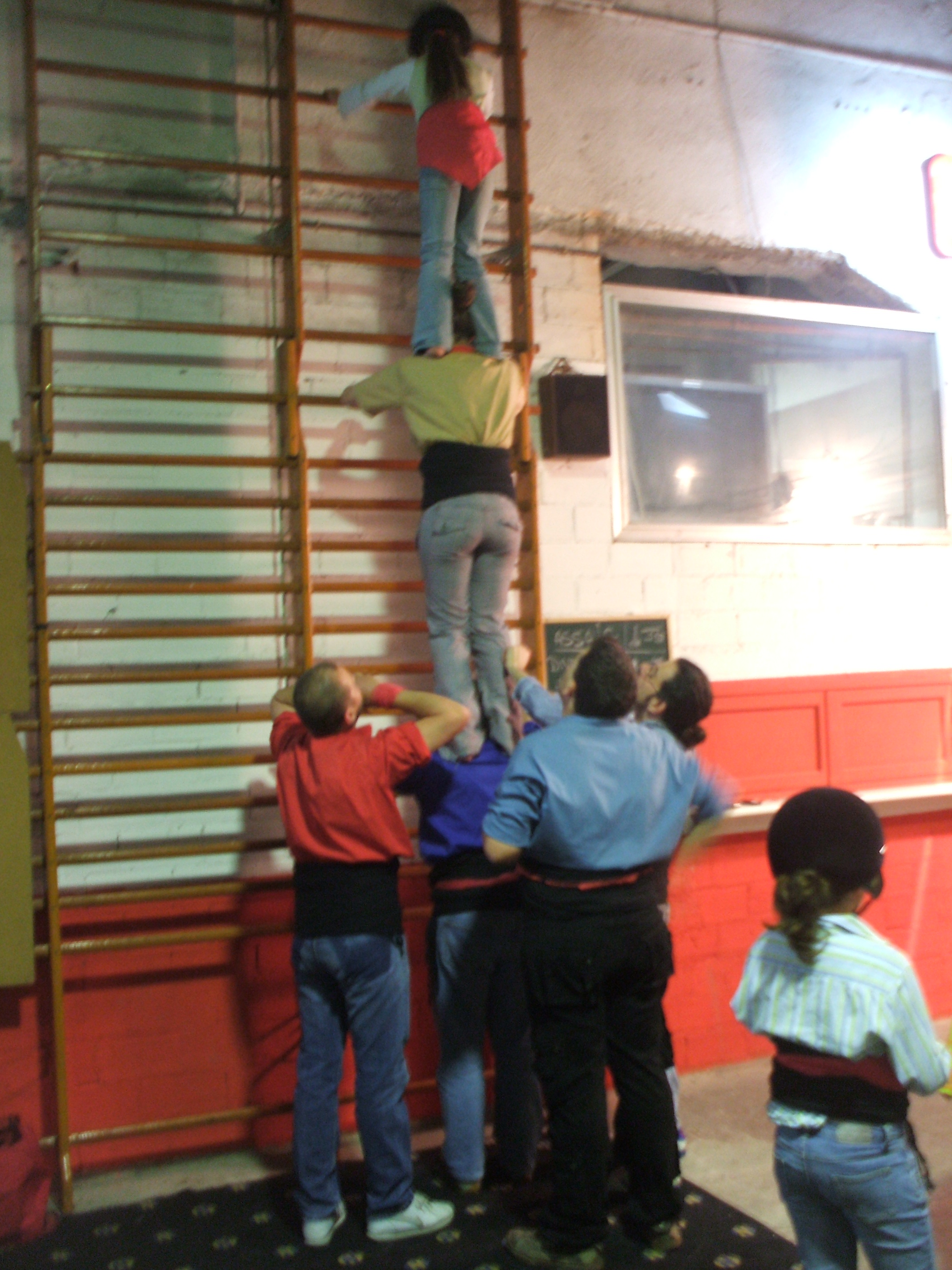
підготовка кастельє, 2008 р.

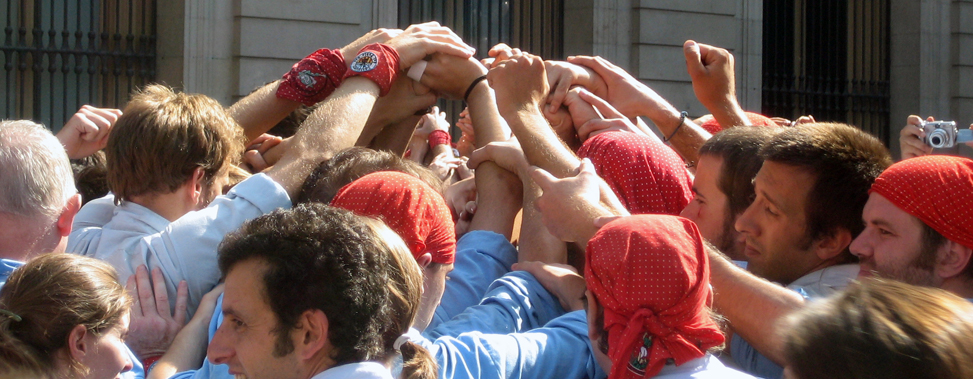
пінья кастелю, Барселона, 2007 р.

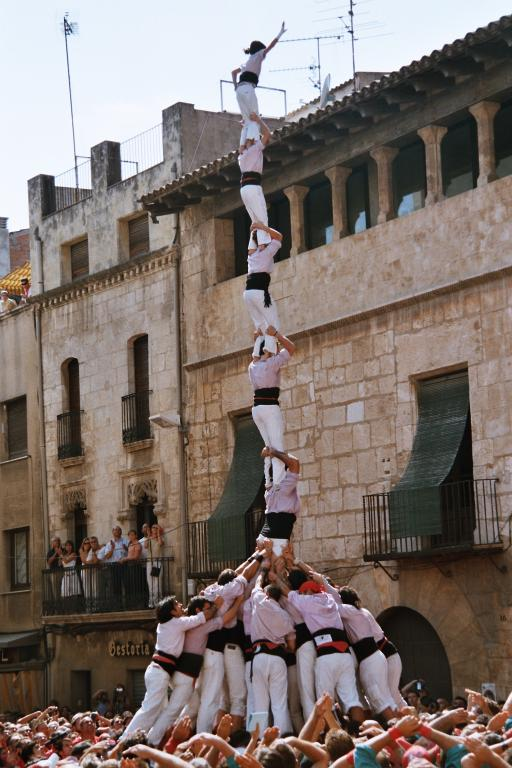
pilar de 7 — стовп з 7 чол., Тарраса, 2006 рік

Касте́ль (у множині касте́льс, кат. castells, «за́мки») або людська вежа — традиційна каталонська розвага, що полягає у вибудуванні з людей, які стають на плечі одне одному, щонайвищої споруди.
Даній розвазі каталонців вже більше двохсот років (перші письмові згадки відносяться до XVIII століття), а зародилася вона в Таррагоні і в Пенедес. Починаючи з 80-х років XX століття «кастельс» поступово поширюються на території Каталонії, Північної Каталонії та на Балеарських островах. На даний час «кастельс» стали  потужним символом каталонської національної ідентичності.
Станом на 2015 рік існує декілька десятків команд, кожна з яких об'єднує більше сотні людей з метою будівництва «кастельс» різної складності. Взагалі каталанською слово «castell» означає за́мок. В кастельє прийнята своя «професійна» термінологія — вежа лише з двох чоловіків на кожному з рівнів матиме назву «torre» (са́ме вежа, башта), а коли на кожному з рівнів по одному чоловіку — «pilar» (стовп, колона). Са́ме за таким принципом і розрізняються фігури кастелів. Наприклад, 4 de 8 (чотири з вісьмох) мовою кастельеро значить, що кастель складається з 8 рівнів по чотири чоловіка на кожному з них: відповідно крім «pinya» (бази), 5 рівнів у «tronc» (у стовбурі) і ще три творять «pom de dalt» (три найвищих щабля кастеля), на вершечок яких видирається часто аншанета (кат. anxaneta) — зазвичай дитина, щоб згори привітати людське юрмище, що зібралось подивитися на будування «людської вежі». Що стосується висоти, дуже невелике число груп досягло десятиповерхових веж (якщо підрахунок кількості рівнів ведеться згідно з оригінальним «Валенсіанським балом» — коли два члени команди, що завершують «кастель». зроблять усе абсолютно правильно). В кінці XIX століття настала «золота доба» в будівництві «кастельс», саме тоді було утворено найскладніші конструкції, які використовуються і в наш час.
Важливим елементом еволюції для «кастельс» стало залучення жінок до популярного і святкового заходу будівництва людських веж, це додало окрім фізичної та технічної підтримки ще й величезну соціальну підтримку феномену кастельєрів, який до недавнього часу був прерогативою виключно для чоловіків.
16 листопада 2010 року «кастельс» внесено до списку шедеврів усної і нематеріальної спадщини ЮНЕСКО.

## Історія і поширення будування кастелів
Традиція будування кастелів бере свій початок в провінції Таррагона на півдні Каталонії, де є найпопулярнішою і зараз. Валенсійська традиція муїшеранґа являє один з різновидів подібних людських веж. Вважається, що як і муїшеранґа, так і кастелі походять від давніх релігійних ритуальних процесій Moixiganga (муйшіґанґа), але на відміну від валенсійської традиції, кастель майже утратив свою релігійність, перетворившись на світську забаву для широкої публіки — змагання, хто вибудує найбільшу вежу.
Кастелі «будуються» під час різноманітних фестивалів у Каталонії (в наш час набули загальноіспанської популярності) у самому центрі міста — на ринковій площі, часто біля палацу або мерії під акомпанемент запальної музики, часто під супровід гри на ґральї (кат. gralla), різновид флейти. Зводять кастелі спеціальні команди кастальєрів (кат. colles castelleres), які постійно змагаються у зведенні щонайвищого кастелю, серед найвідоміших колективів — «Els Xiquets de Valls», «Els Nens del Vendrell» і багато інших.
Сезон кастелів в цілому триває в Каталонії з червня до кінця листопада, з обов'язковими найважливішими турнірами кастельє, зокрема на Фестивалі благодаті (кат. La Mercè Festival) у Барселоні у вересні, на Дні Св. Урсули (кат. Diada de Santa Ursula у Бальші наприкінці жовтня. Крім будування кастелів на свята, є й спеціальні змагання кастельє, що відбувається раз на два роки у Таррагоні першого недільного дня у жовтні.

## Структура і види кастелів

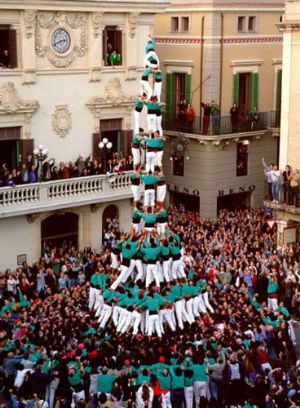
Кастель, побудована Кастельєрами з Вілафранки

У кастелі кожний учасник дійства має свої чітко визначені функції та завдання. Кастель-замок складається з таких основних частин:
- пінья (кат. pinya) — основа вежі, на якій тримається вся решта споруди і яка бере на себе найбільшу вагу та має зарадити в разі необережності когось з вищих щаблів.
- тронк (кат. tronc) — «стовбур» кастеля, що складається з певної кількості рівнів.
- пом де дал (кат. pom de dalt) — три найвищих щабля кастеля, на вершечок яких видирається часто аншанета (кат. anxaneta) — зазвичай дитина, щоб згори привітати людське юрмище, що зібралось подивитися на будування «людської вежі».

Взагалі каталанською слово castell означає «за́мок». Хоча в кастельє прийнята своя «професійна» термінологія — вежа лише з двох чоловіків на кожному з рівнів матиме назву torre (са́ме «вежа, башта»), а коли на кожному з рівнів по одному чоловіку — pilar («стовп, колона»).
Са́ме за таким принципом і розрізняються фігури кастелів. Наприклад, 4 de 8 («чотири з вісьмох») мовою кастельеро значить, що кастель складається з 8 рівнів по чотири чоловіка на кожному з них: відповідно крім «бази», 5 рівнів у «стовбурі» і ще три творять пом де дал.
Відомо, що кастельє вдавалось вибудувати людські вежі заввишки у десять рівнів (до 13 метрів).
Будівництво кастелю вважається успішним лише за умови, що кастель твердо стоїть і його буде «розібрано» без жодних ушкоджень як для учасників, так і оточуючих глядачів. На жаль, не завжди вдавалося уникати нещасних випадків під час зведення людських веж — останній такий випадок трапився у Матаро (провінція Барселона) у 2006 р., втім подібні пригоди є поодинокими за всю історію будування кастелів.